# 史都華·馬斯登·馬塞

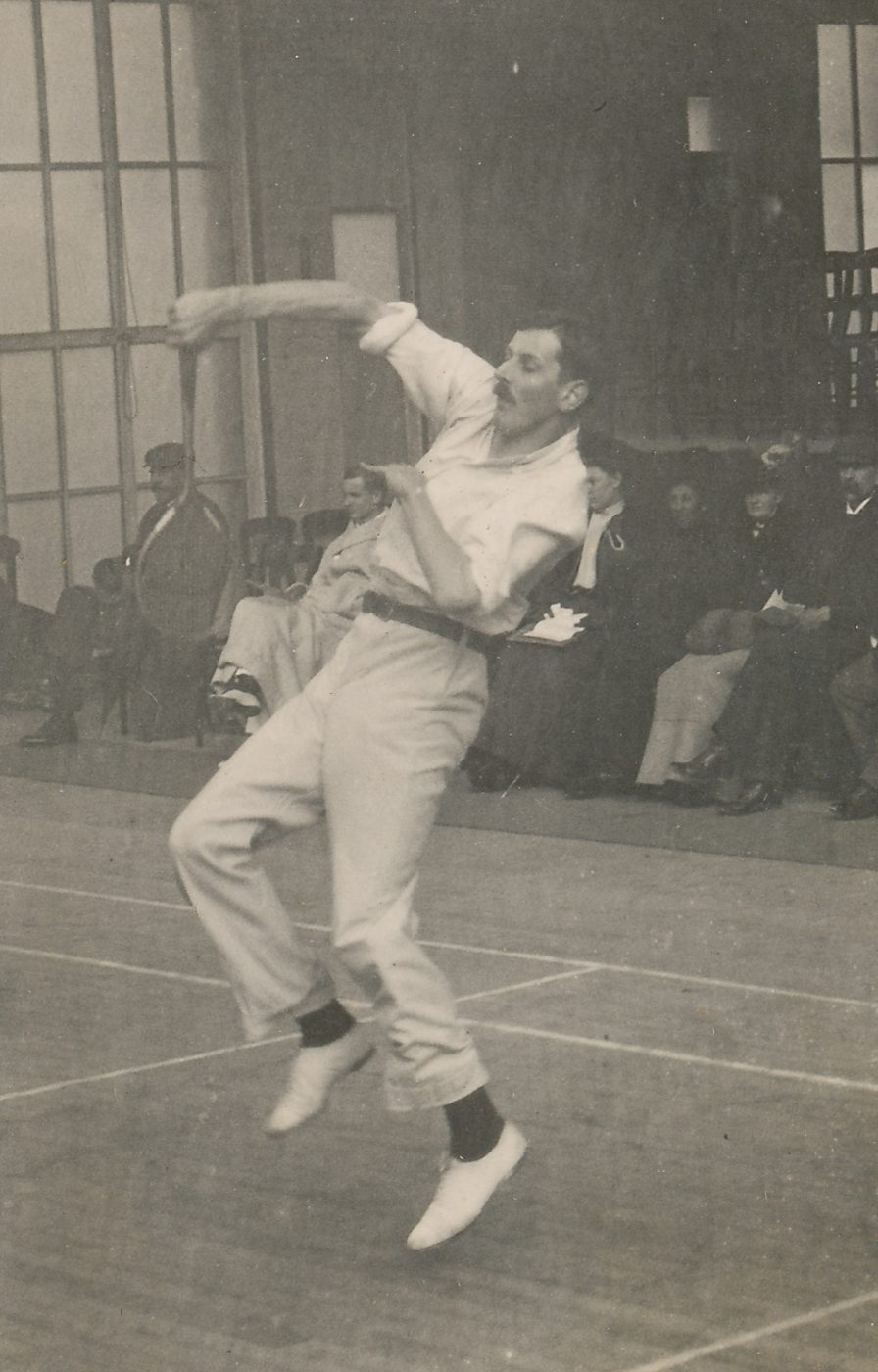

史都華·馬斯登·馬塞（Stewart Marsden Massey，1877年4月3日—1934年），出生於倫敦肯辛頓，是一名英格蘭羽球運動員。
史都華·馬斯登·馬塞在1899年的第一屆全英羽球錦標賽與D·奧克斯一起贏得男子雙打冠軍。後來他又在1903年與1905年贏得男子雙打冠軍，搭檔分別為E·L·胡森與C·T·J·巴尼斯。他還在全英贏得5次男子雙打亞軍（1900年、1901年、1902年、1907年、1908年），以及2次混合雙打亞軍（1901年、1903年）。
他贏得了1909年法國羽球公開賽及1912年蘇格蘭羽球公開賽的男子雙打冠軍，搭檔分別為法蘭克·卻斯特頓及喬治·湯姆斯。他在1911年的《羽球》一書中寫下了他的實踐經驗，並且是這項運動最早的非小說類作家之一。

## 著作
- Badminton London : G. Bell & Sons, 1911.（页面存档备份，存于）